# Nécropole nationale de Marissel
La nécropole nationale de Marissel est un cimetière militaire de la Première Guerre mondiale situé sur le territoire de la commune de Beauvais dans le quartier de Marissel, département de l'Oise.

## Historique
La nécropole nationale de Marissel a été créé en 1922, on y a transféré les dépouilles de soldats français précédemment inhumées dans des cimetières de Beauvais, Grandvilliers et Cempuis.

## Caractéristiques
La nécropole nationale de Marissel, située en bordure le la route départementale 25, dans le quartier de Marissel, commune qui fut annexée par celle de Beauvais, en 1941. Elle compte 1358 dépouilles de soldats, 1348 en tombes individuelles et 10 en ossuaire.